# Oudeuil
Oudeuil é uma comuna francesa na região administrativa de Altos da França, no departamento de Oise. Estende-se por uma área de 6,08 km². Em 2010 a comuna tinha 276 habitantes (densidade: 45,4 hab./km²).